# St. Nikolai (Langenleuba-Niederhain)

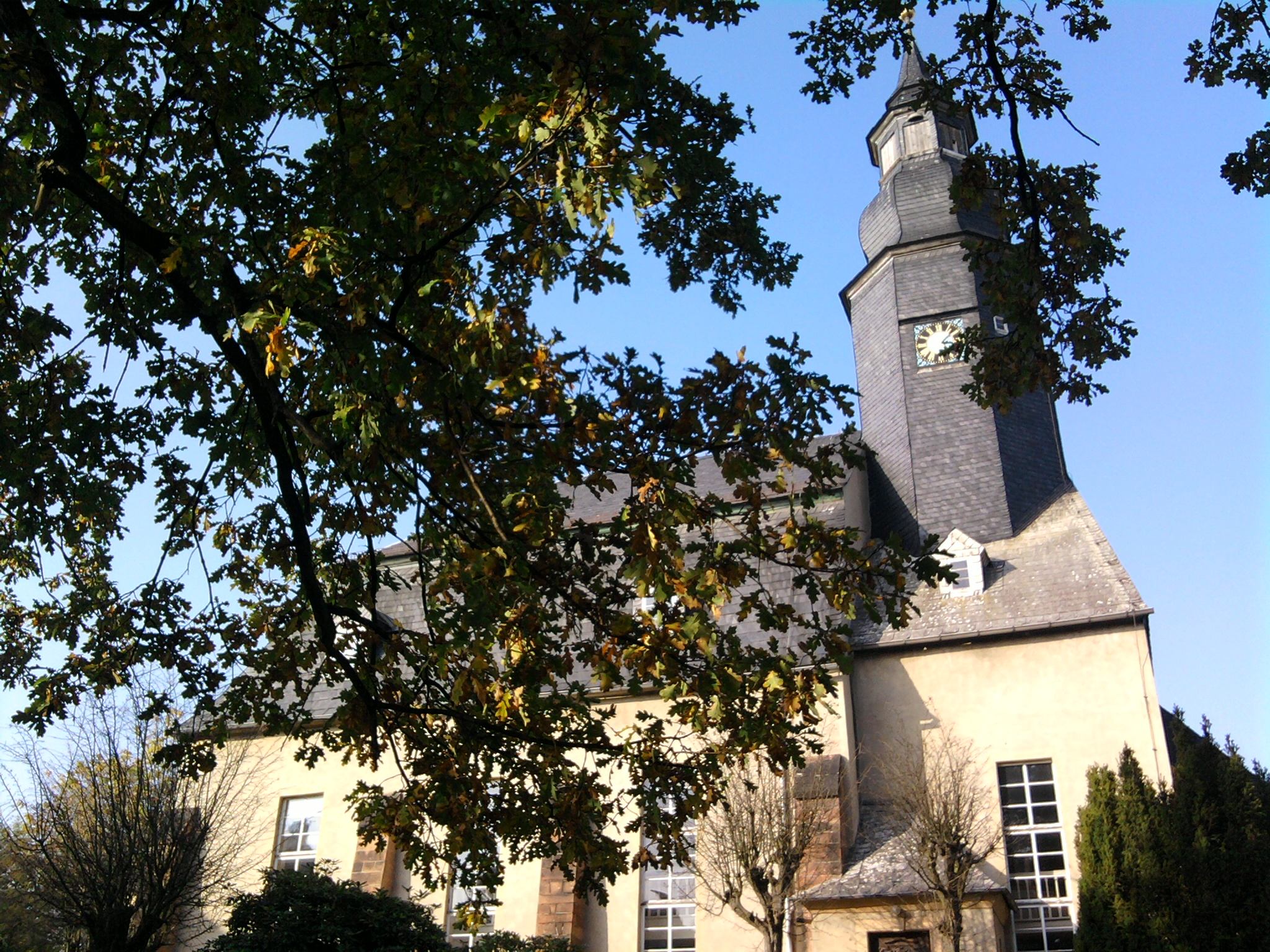
St. Nikolai

Die evangelische Dorfkirche St. Nikolai steht in der Gemeinde Langenleuba-Niederhain im Landkreis Altenburger Land in Thüringen.

## Geschichte
Die romanische Anlage ist prachtvoll ausgestattet. Der östliche Teil mit dem Turm stammt aus dem 12. Jahrhundert. Das Langhaus wurde im 16. Jahrhundert, die Emporen sowie der Eingang an der Nordseite im 18. Jahrhundert errichtet.
Der reich verzierte Altar in der Mitte des Chorvierecks ist der älteste Teil der Kirche, darüber schwebt eine Renaissance-Engelsfigur. Den Taufstein schuf ein Schnitzer Gleitsmann im Jahr 1866.
Die Orgel wurde von der Firma Ladegast 1903 eingebaut. Die Emporen sind prachtvoll bemalt wie auch die Decke und der Chor des Langhauses.
Die beiden großen Glocken des Gotteshauses wurden im Zweiten Weltkrieg eingeschmolzen. Lediglich die kleine Bronzeglocke von 1829 verblieb im Turm. 1954 wurden Glocken aus Hartguss als Ersatz geliefert.
1985 erfolgte eine umfangreiche Innen- und Außenrenovierung sowie die Wiedereinweihung. In den letzten Jahren wurde das Gotteshaus mit einer elektrischen Turmuhr und elektrischem Geläut sowie mit einer Bankheizung ausgestattet. Zudem wurde die Orgel restauriert.